# Torre Dryhope
A Torre Dryhope (em língua inglesa Dryhope Tower) é uma torre em ruínas localizada em Yarrow, Scottish Borders, Escócia.
Encontra-se classificada na categoria "B" do "listed building" desde 12 de março de 1971.